# Pierfrancesco Fiorenza
Pierfrancesco Fiorenza (Roma, 14 febbraio 1974) è un produttore cinematografico, regista, sceneggiatore e musicista italiano.

## Biografia
Nato a Roma nel 1974, nel 1993 si diploma in violino al Conservatorio di Santa Cecilia a Roma appena dopo aver conseguito il diploma di maturità classica, e durante e dopo gli studi universitari di farmacia, medicina ed ingegneria, inizia a collaborare nel marketing prima di Apple e poi di Microsoft, dal 1994 al 1997. Nel 1997 inizia la sua carriera come imprenditore pubblicitario con la Visual Development, un'agenzia pubblicitaria che in poco tempo si autofinanzia e prende piede. Nel frattempo, termina gli studi e si trasferisce a Malibù, dove avvia altre iniziative imprenditoriali. Subito al suo ritorno parte alla volta del Giappone, dove rimane a lungo, impegnato con Toshiba nel reparto di ingegneria di processo. Ritornato in Italia, inizia ad operare nell'ambito dell'audiovisivo impegnandosi come VFX Producer.
Negli anni successivi si dedica a produrre film per la televisione e poi per il cinema, in Italia con varie società ed in Inghilterra con la Cinematik Ltd. È stato coinvolto in oltre centoventi produzioni tra italiane e straniere. Il suo lavoro d'esordio in qualità di regista è il documentario per il cinema Shingle 1944 del 2017, che ottiene grande apprezzamento di pubblico e di critica. Ha composto la colonna sonora di alcuni dei film da lui prodotti ed è stato l'organizzatore del tour Tutti qui di Claudio Baglioni.
Negli anni è intervenuto spesso, anche per rappresentanze istituzionali, a convegni, forum e scuole di cinema, in Italia ed all'estero per raccontare la cultura cinematografica italiana. Nel 2020 ha partecipato all'8ª edizione di "Venezia a Seoul" con il film Boia, maschere e segreti: l'horror italiano degli anni Sessanta. Ha partecipato alla presentazione del ''Busto di Giulia Gonzaga'' realizzato dallo scultore Egidio Morelli a Fondi a Palazzo Caetani nell'ambito della Biennale Internazionale d'Arte di Fondi. Il 9 dicembre 2015 a Roma, presso il Teatro di Villa Torlonia, per la rassegna Stelle e storie del cinema italiano, è intervenuto insieme ad Elio Pandolfi e Steve Della Casa alla proiezione del documentario A qualcuno piacerà. Storia e storie di Elio Pandolfi. Molte sue produzioni sono impegnate nel sociale, ad esempio l'opera Un'incerta grazia di Claudio Camarca tratta il fine vita negli hospice in collaborazione con la Fondazione Italiana di Leniterapia Onlus, ed il 14 settembre 2016 Pierfrancesco Fiorenza ha presenziato alla proiezione del film nella gremitissima sala dell'Odeon a Firenze, che ha registrato il tutto esaurito. Ha partecipato a molte sessioni di incontro con i ragazzi e i docenti sul tema della seconda guerra mondiale, in tanti casi anche proiettando il film Shingle 1944. Il 23 Gennaio 2019, al cinema Astoria di Anzio il film è stato proiettato alla presenza dei rappresentanti delle Ambasciate degli Stati Uniti d'America, Regno Unito e Germania.
Molti dei suoi lavori hanno ricevuto premi e riconoscimenti, essendo stati selezionati ai principali festival del cinema italiani, e vincendo un Nastro d'argento oltre ad altri premi. Tra gli ultimi, nel 2023 La nostra Monument Valley di Alberto Crespi e Steve Della Casa vince il premio FS per il cinema alla Festa del Cinema di Roma, mentre Un'altra Italia era possibile, il cinema di Giuseppe De Santis di Steve Della Casa è selezionato in concorso al Festival del Cinema di Venezia, sezione Venezia Classici e Resvrgis di Francesco Carnesecchi è selezionato in concorso alla Festa del Cinema di Roma, sezione Panorama Italia di Alice nella città. Il film Ciao Marcello, Mastroianni l’antidivo, scritto da Silvia Scola e Fabrizio Corallo, diretto da Fabrizio Corallo, è stato selezionato in concorso alla Festa del Cinema di Roma ed ha vinto il nastro d’argento come “Documentario dell’anno 2025”.
Nel 2025 pubblica il suo primo romanzo, Echi. Ed a seguire, il secondo, La strada di casa.  

## Filmografia

### Produttore

#### Cinema
- Nelle tue mani, regia di Peter Del Monte (2007)
- Disimpegno, regia di Amos Gitai (2007)
- Casanegra, regia di Nour Eddine Lakhmari (2008)
- Fuga dal call center, regia di Federico Rizzo (2008)
- Il nostro messia, regia di Claudio Serughetti (2008)
- Carmel, regia di Amos Gitai (2009)
- Feisbum, regia di Alessandro Capone, Dino Giarrusso, Laura Luchetti, Mauro Mancini, Serafino Murri, Giancarlo Rolandi e Emanuele Sana (2009)
- Apocalypse of the Dead, aka Zone of the Dead, regia di Milan Konjevic e Milan Todorovic (2009)
- I Want to Be a Soldier, regia di Christian Molina (2010)
- Die, gioca o muori, regia di Dominic James (2010)
- Buna! Ce faci?, regia di Alexandru Maftei (2010)
- Ex Inferis, aka Back from Hell regia di Leonardo Araneo (2011)
- Verano Maldito, regia di Luis Ortega (2011)
- Il console italiano, regia di Antonio Falduto (2011)
- Parking Lot, regia di Francesco Gasperoni (2011)
- Due uomini, quattro donne e una mucca depressa, regia di Anna Di Francisca (2012)
- La voce - Il talento può uccidere, regia di Augusto Zucchi (2013)
- Sonderkommando, regia di Nicola Ragone (2014)
- In the box, regia di Giacomo Lesina (2014)
- A qualcuno piacerà: storia e storie di Elio Pandolfi, regia di Claudio De Pasqualis e Caterina Taricano (2015)
- Soundtrack, regia di Francesca Marra (2015)
- Un'incerta grazia, regia di Claudio Camarca (2016)
- La coppia dei campioni, regia di Giulio Base (2016)
- La gente dei misteri, regia di Antonio Voltolina (2016)
- Separati ma non troppo, regia di Dominique Farrugia (2017)
- Shingle 1944, regia di Pierfrancesco Fiorenza (2017)
- Tomorrow X3, regia di Ouida Smith e Catherine Henegan (2017)
- Come to my home, regia di Tatiana Forese (2017)
- Baschi rossi, regia di Claudio Camarca (2016)
- All you ever wished for, regia di Barry Morrow (2018)
- Boia, maschere, segreti: l'horror italiano degli anni sessanta, regia di Steve Della Casa (2019)
- Mondo Sexy, regia di Mario Sesti (2019)
- Elvis Wannabe: vorrei essere Elvis, regia di Pierfrancesco Fiorenza (2019)
- Siamo in un film di Alberto Sordi?, regia di Steve Della Casa (2020)
- Alberto Sordi, un italiano come noi, regia di Silvio Governi (2020)
- The man from Rome, regia di Sergio Dow (2022)
- La regola d'oro, regia di Alessandro Lunardelli (2022)
- La nostra Monument Valley, regia di Alberto Crespi e Steve Della Casa (2020)
- The man from Rome, regia di Sergio Dow (2022)
- Resvrgis, regia di Francesco Carnesecchi (2023)
- The Cursed Cloister, regia di Pierfrancesco Fiorenza (2024)
- Le leonesse, regia di Massimo Spano (2025)

#### Televisione
- Un'altra Italia era possibile, il cinema di Giuseppe De Santis, regia di Steve Della Casa (2023)[19]
- Virna Lisi - La donna che rinunciò a Hollywood, regia di Fabrizio Corallo (2023).
- Donne Italiane: Margherita Grassini Sarfatti, regia di Giulia Lorusso Caputi (2024)
- Ciao Marcello, Mastroianni l’antidivo, regia di Fabrizio Corallo (2024)

### Regista

#### Cinema
- Shingle 1944 (2017)
- Elvis Wannabe: vorrei essere Elvis (2017)
- La piana dei ricordi (2017)
- L'eredità di Mario Righini (2017)
- The Cursed Cloister (2024)

### Sceneggiatore

#### Cinema
- L'archivio (2007)
- Il tradimento di Ippocrate (2010)
- Shingle 1944 (2017)
- Elvis Wannabe: vorrei essere Elvis (2017)
- La piana dei ricordi (2017)
- L'eredità di Mario Righini (2017)
- Ghost Hill (2018)
- The Cursed Cloister (2022)
- Tequila Bum Bum (2023)
- What's wrong with Rachel? (2023)
- Echoes (2024)
- L'ultima terapia (2024)
- Hot dogs (2024)
- La donna in rosso (2024)
- Dark mirrors (2025)
- Ascoltami (2025)
- La strada di casa (2025)
- Il gioco del Conte (2025)

### VFX Producer
- Il commissario Montalbano (1999)
- Distretto di polizia (2000)
- Don Matteo (2000)
- Carabinieri (2002)
- Io che amo solo te (2004)
- R.I.S. - Delitti imperfetti (2005)
- Callas e Onassis (2005)
- La terza stella (2005)
- Un ciclone in famiglia (2005)
- Gente di mare (2005)
- La sacra famiglia (2006)
- La freccia nera (2006)
- Raccontami (2006)
- Crimini (2006-2010)
- Artemisia Sanchez (2007)
- Il capo dei capi (2007)
- Donna detective (2007)
- Rino Gaetano - Ma il cielo è sempre più blu (2007)
- La terza verità (2007)
- 2061: Un anno eccezionale (2007)
- Guerra e pace (2007)
- La baronessa di Carini (2007)
- Estômago (2007)
- Hotel Meina (2007)
- La stella dei re (2007)
- Ho sposato uno sbirro (2007-2010)
- Medicina generale (2007-2008)
- Romanzo criminale - La serie (2008)
- Kandisha (2008)
- Paolo VI - Il Papa nella tempesta (2008)
- Il sangue dei vinti (2008)
- Einstein (2008)
- Un gioco da ragazze (2008)
- Ovunque tu sia (2008)
- Parlami di me (2008)
- Vip (2008)
- Fidati di me (2008)
- 'O professore (2008)
- I liceali (2008)
- Quo Vadis, Baby? (2008)
- Aldo Moro - Il presidente (2008)
- Ci sta un francese, un inglese e un napoletano (2008)
- Il coraggio di Angela (2008)
- Fine pena mai: Paradiso perduto (2008)
- Io ti assolvo (2008)
- L'ultimo padrino (2008)
- Io non dimentico (2008)
- Crimini bianchi (2008)
- Pinocchio (2008)
- Mi ricordo Anna Frank (2009)
- Cado dalle nubi (2009)
- Mannaggia alla miseria! (2009)
- Tutta la verità (2009)
- Intelligence - Servizi & segreti (2009)
- La bella gente (2009)
- Il grande sogno (2009)
- Smile - La morte ha un obiettivo (2009)
- Occhio a quei due (2009)
- Il richiamo (2009)
- Fratelli detective (2009)
- Feisbum - Il film (2009)
- Squadra antimafia - Palermo oggi (2009)
- Bakhita (2009)
- Puccini (2009)
- Le ultime 56 ore (2010)
- Un paradiso per due (2010)
- C'era una volta la città dei matti... (2010)
- Lo scandalo della Banca Romana (2010)
- Nel bianco (2010)
- Tutti i padri di Maria (2010)
- Achille (2010)
- Vallanzasca - Gli angeli del male (2010)
- Un giorno della vita (2011)
- Soundtrack (2015)

## Scrittore
- Echi (2025)
- La strada di casa (2025)
- Il gioco del Conte (2025)

## Riconoscimenti
- 2015 - A qualcuno piacerà, storia e storie di Elio Pandolfi di Claudio De Pasqualis e Caterina Taricano è selezionato in concorso al Locarno Film Festival[20]
- 2015 - Sonderkommando di Nicola Ragone vince il Nastro d'argento[21]
- 2016 - Un'incerta grazia di Claudio Camarca ottiene il tutto esaurito al cinema Odeon di Firenze[9]
- 2019 - Boia, maschere e segreti: l'horror italiano degli anni sessanta di Steve Della Casa è selezionato in concorso al Festival del Cinema di Venezia, sezione Venezia Classici[22]
- 2019 - Mondo Sexy di Mario Sesti è selezionato in concorso al Festival del Cinema di Venezia, sezione Venezia Classici[23]
- 2019 - Shingle 1944 di Pierfrancesco Fiorenza riceve la targa "Atto d'amore per la città di Anzio"[24]
- 2020 - Siamo in un film di Alberto Sordi? di Steve Della Casa è selezionato in concorso alla Festa del Cinema di Roma[25]
- 2020 - Alberto Sordi, un italiano come noi di Silvio Governi è selezionato all'Extra Doc - Cinema al MAXXI[26]
- 2022 - Virna Lisi, la donna che rinunciò a Hollywood di Fabrizio Corallo è selezionato alla Festa del Cinema di Roma, sezione Storia del Cinema[27][28]
- 2023 - La nostra Monument Valley di Alberto Crespi e Steve Della Casa vince il premio FS per il cinema alla Festa del Cinema di Roma[12][13]
- 2023 - Un'altra Italia era possibile, il cinema di Giuseppe De Santis di Steve Della Casa è selezionato in concorso al Festival del Cinema di Venezia, sezione Venezia Classici[14]
- 2023 - Resvrgis di Francesco Carnesecchi è selezionato in concorso alla Festa del Cinema di Roma, sezione Panorama Italia di Alice nella città[15][16]
- 2024/2025 -  Ciao Marcello, Mastroianni l’antidivo di Fabrizio Corallo, è stato selezionato in concorso alla Festa del Cinema di Roma[29] ed ha vinto il nastro d’argento come “Documentario dell’anno 2025”[18]
- 2025 - Mragherita Sarfatti: la regina senza corona di Giulia Lorusso Caputi, è stato selezionato in concorso al Marte Film Festiva[30]